# 1101
Cette page concerne l'année 1101  du calendrier julien. Pour l'année 1101 av. J.-C., voir 1101 av. J.-C.
L'année 1101 est une année commune qui commence un mardi. C’est la première année du XIIe siècle. 

## Événements

### Proche-Orient
- Mars-juin : arrivée de nombreux croisés francs à Constantinople au printemps[1]. La traversée de l’Anatolie est interdite aux croisés par le sultan de Rum Kilitch-Arslan. Les croisés lombards, sous l’archevêque de Milan, arrivent les premiers. Au lieu d’attendre les autres groupes, ils repoussent les conseils de Raymond de Saint-Gilles, qu’Alexis Ier Comnène leur a donné pour guide, et se rendent en Anatolie du nord dans l’espoir de délivrer Bohémond de Tarente, capturé par les Danichmendides[2].

- 5 avril : le sultan saljûqide Barkyaruq bat à son tour son frère Muhammed Ier près de Hamadan, occupe Rey et l’Irak `Ajami ; Muhammad se réfugie auprès de Sanjar et les deux frères réoccupent Rey et Hamadan[3].
- 29 avril : les croisés de Baudouin Ier de Jérusalem prennent Arsouf[4].
- 17 mai : les croisés de Baudouin Ier de Jérusalem prennent Césarée[4].

- 23 juin : les croisés lombards prennent Ankara, mais sont presque entièrement massacrés le 31 juillet à Mersivan à l’est de l’Halys par les forces conjuguées des Turcs saljûqides et de Ridwan d’Alep[2].
- Août : les armées croisées conduites par Guillaume II de Nevers sont détruites près d’Héraclée[5].
- 5 septembre : les armées conduites par Guillaume IX d'Aquitaine et Welf IV de Bavière sont détruites près d’Héraclée[5]. Faute d’entente, les troupes de l’arrière croisade, aussi nombreuses que celles de 1098, échouent devant les Turcs provisoirement unis.

- 7-8 septembre : 260 chevaliers et 900 fantassins du Royaume de Jérusalem, commandés par le roi Baudouin, mettent en déroute une armée fatimide dix fois supérieure en nombre tout en perdant eux-mêmes un tiers de leurs effectifs à la première bataille de Ramla[6].

- 13 septembre : Barkyaruq entre dans Bagdad et se fait de nouveau reconnaitre sultan par le calife (6 octobre) ; il reçoit du calife et des habitants une contribution de 50 000 dinars[7].
- 22 septembre : Barkyaruq, sérieusement malade, perd à nouveau Bagdad, vaincu par la coalition de deux de ses frères Muhammed et Sanjar[7]. Barkyaruq reprend possession de la ville pour quelques jours, mais en est de nouveau évincé en octobre[1].
- 23 octobre : Barkyaruq est de nouveau chassé de Bagdad par ses deux frères. En décembre un accord intervient qui lui restitue la ville ; Barkyaruq reste sultan et Muhammed se contente du titre de roi avec la domination sur l’Arran, l’Azerbaïdjan, Hamadan, Qazvin, Diyarbakır et Mossoul[7]. Pendant ces luttes fratricides, les Francs peuvent consolider leur présence en Syrie-Palestine.

- Décembre : début du règne de al-Amir, calife fatimide (fin en 1130)[8].

### Europe
- 19 avril : canonisation de Knut de Danemark[9].

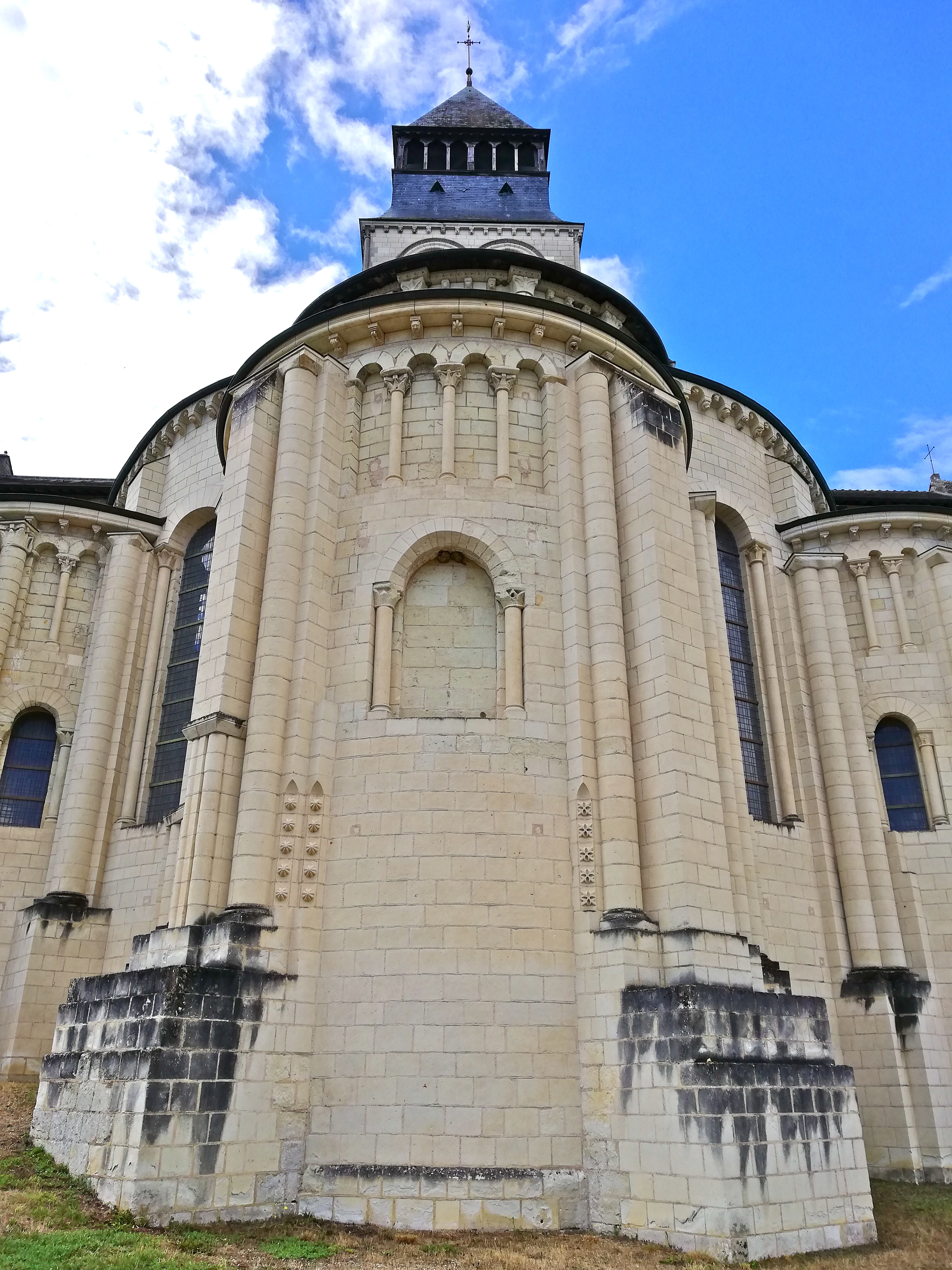
Abbaye de Fontevraud

- Avant le 21 avril (Pâque) : fondation de l'abbaye de Fontevraud par Robert d'Arbrissel, communauté mixte placée sous la direction d'une abbesse[10].
- 22 juin : début du règne de Simon (1093-1105), comte de Sicile et duc de Calabre (fin en 1130). Régence de sa mère Adélaïde de Montferrat[11]).
- 20 juillet : le duc de Normandie Robert Courteheuse débarque à Portsmouth en Angleterre avec 200 navires et 260 cavaliers. Il signe avec son jeune frère Henri Ier d’Angleterre le traité d’Alton, confirmé à Winchester le 2 août. Robert reconnaît Henri comme roi d’Angleterre, en échange d’une rente annuelle et autres concessions[12].
- Août : les Almoravides font le siège de Valence ; Chimène, qui défend la ville, fait appel Alphonse VI de Castille, mais Valence tombe en mai 1102[13]
- Automne : La comtesse Mathilde prend Ferrare[14].

- Étienne Garlande est élu évêque de Beauvais, puis écarté par Yves de Chartres pour simonie[15].
- Le vicomte de Bourges, Eudes Arpin vend ses biens au roi Philippe Ier de France pour financer son départ à la croisade[16].